# Бордоне, Парис
Парис Бордоне (итал. Paris Bordone) (1500, крещён 5 июля, Тревизо — 19 января 1570, Венеция) — итальянский художник венецианской школы, представитель маньеризма.

## Биография
Присоединился к bottega — мастерской Тициана в 1516 году и оставался там до 1518 года. Вазари, благодаря которому известно большинство фактов о Бордоне, пишет, что тот не стал проводить много лет у Тициана, предпочтя посвятить себя имитации манеры Джорджоне. (Будто бы он нашёл способ обучения у Тициана неприемлемым; также указывают, что Тициан забрал себе первый заказ, полученный молодым художником, чем обидел его). Всё же влияние Джорджоне на Бордоне шло не прямо, а опосредованно через Тициана, манеру которого Бордоне воспринял так хорошо, что веками некоторые из его картин считались произведениями Тициана (например, «Крещение Христа» в Капитолийской галерее). Однако его стиль является более маньеристичным, чем работы учителя, с более тёплыми цветами, эффектно закрученными драпировками и фигурами в немного странных позах.
В 1538 году поступил на службу к королю Франциску I в Фонтенбло, где писал портреты короля и придворных. Тем не менее, никакого их следа во французских коллекциях найти не удалось (две картины в Лувре — поздние приобретения). Осыпанный почестями, в 1540 г. он отправился в Аугсбург, где расписал дворец Фуггеров (росписи не сохранились). Затем вернулся в Венецию, где умер 19 января 1570 г.

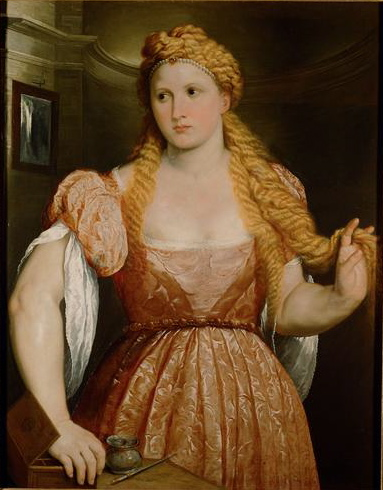
Портрет молодой женщины. Музей истории искусств. Вена

Бордоне работал также в Тревизо, Виченце, Креме, Генуе и Турине. Его многочисленные портреты, среди которых особенно удачными считаются женские, отличаются пышностью и богатством колорита, т. н. портреты куртизанок. После общения с Лоренцо Лотто в 1540-х гг. его портреты приобрели более глубокую степень интимности.
Масштабные исторические полотна Бордоне менее изящны. Также писал на религиозные сюжеты. Выполнил много важных фресковых циклов в Венеции, Тревизо и Винченце, до наших дней не дошедших. Также писал на аллегорические и мифологические сюжеты. Работы Бордоне сочетают благородство стиля и золотую гармонию цветов, унаследованную у Тициана, а также реалистическую концепцию человеческой фигуры. Но при этом его обнажённые фигуры бывают слегка перекошенными, а жесты — ненатуральными и аффектированными. Его наиболее важной сохранившейся работой на исторический сюжет является «Вручение кольца венецианскому дожу» («Чудо с кольцом») в Венецианской академии, где мы видим типичные яркие цвета, тяжёлые тициановские фигуры и комплекс архитектурных мотивов, пришедший из работ Себастьяно Серлио. В Национальной галерее Лондона находятся «Дафнис и Хлоя» и портрет женщины, а в Бриджватер-Хаус — «Святое Семейство». Другие важные работы — «Мадонна» в коллекции Тадини, Ловере, картины в тревизском Дуомо, две мифологические картины на Вилле Боргезе и дворце Дориа в Риме, «Шахматисты» в Берлине, малоизвестный портрет в собственности ландграфа Гессенского в Кронберге и «Крещение Христа» в Филадельфии. Он часто писал Мадонну со святыми в ландшафте (sacra conversazione), а также другие религиозные сюжеты, например, «Христа и учителей» (Музей Изабеллы Гарднер, Бостон). Хронологию произведений Бордоне проследить трудно, в частности, потому, что он мог использовать один набросок позы для разных картин, предназначенных для разных концов Европы и написанных с разницей в декаду.

## Галерея

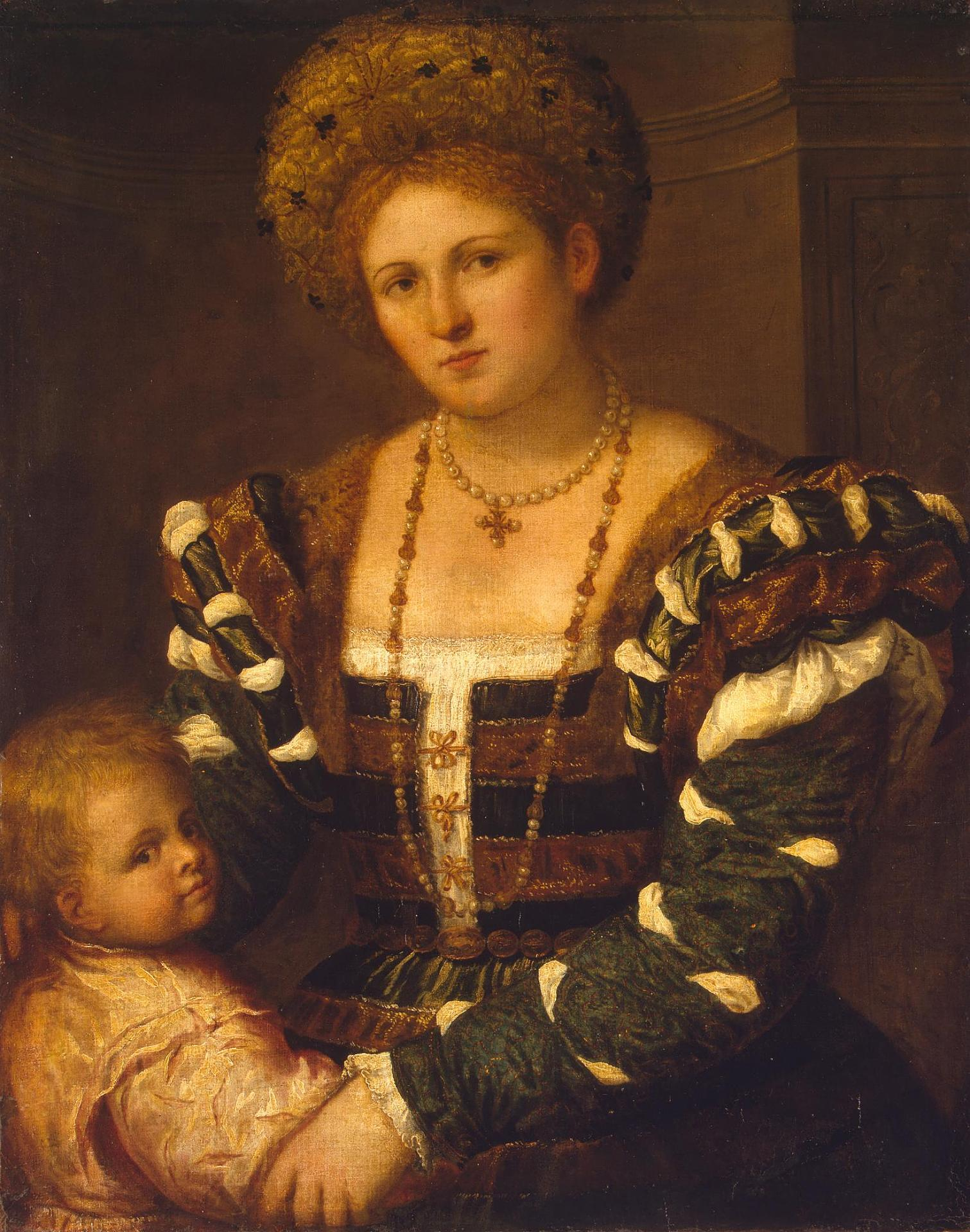
Женщина с мальчиком, Эрмитаж
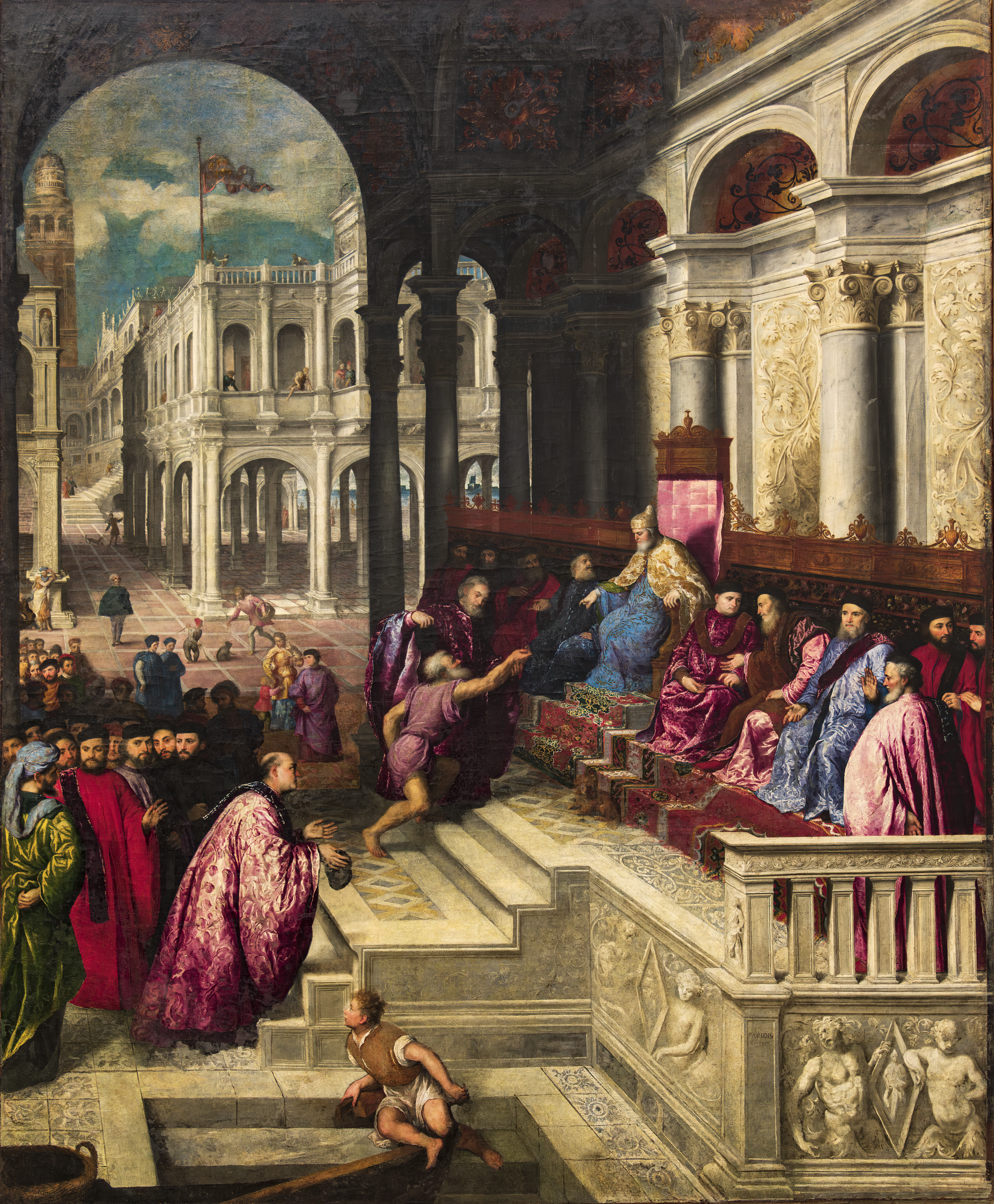
«Вручение кольца венецианскому дожу»
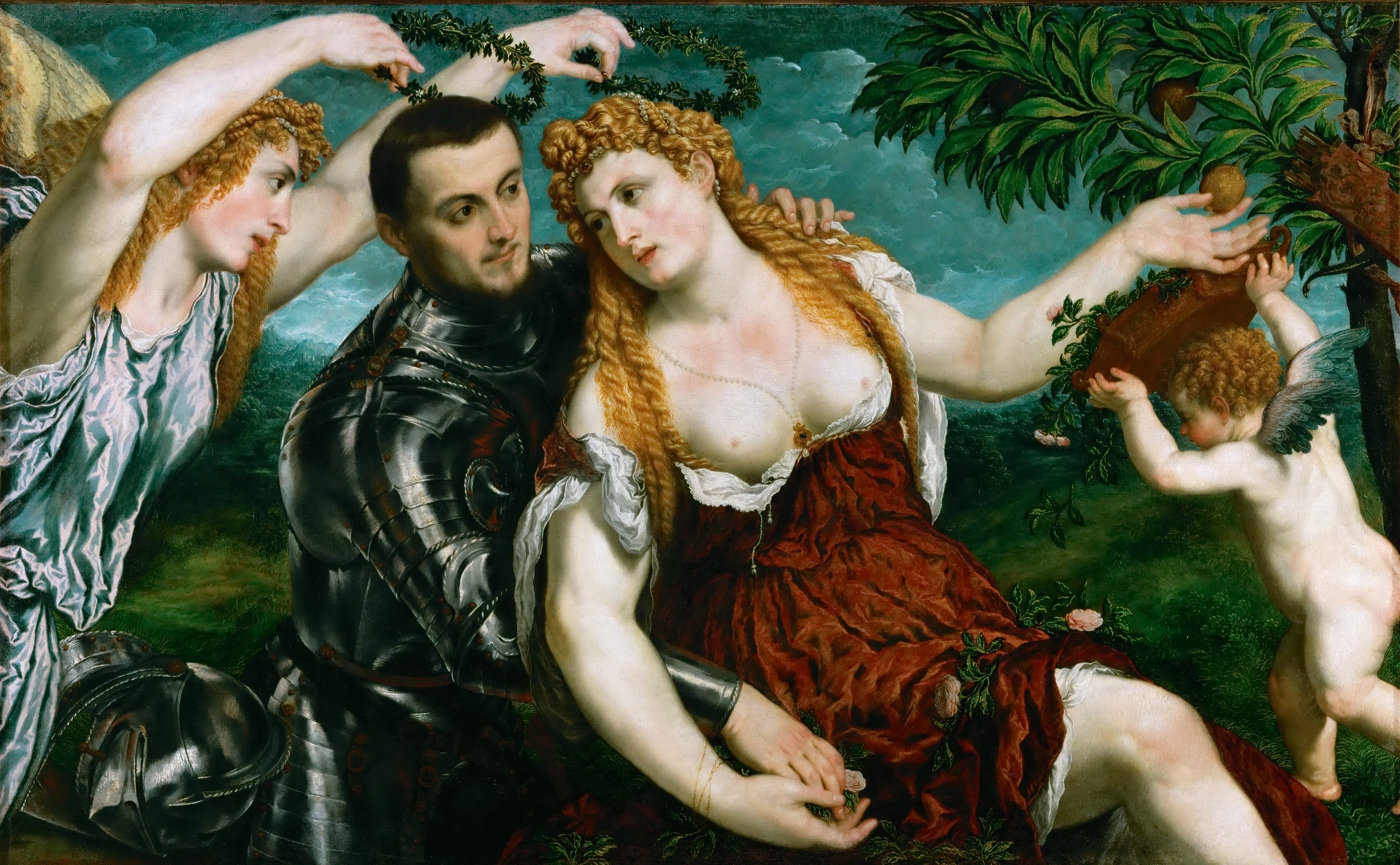
Аллегория с Марсом, Венерой, Викторией и Купидоном
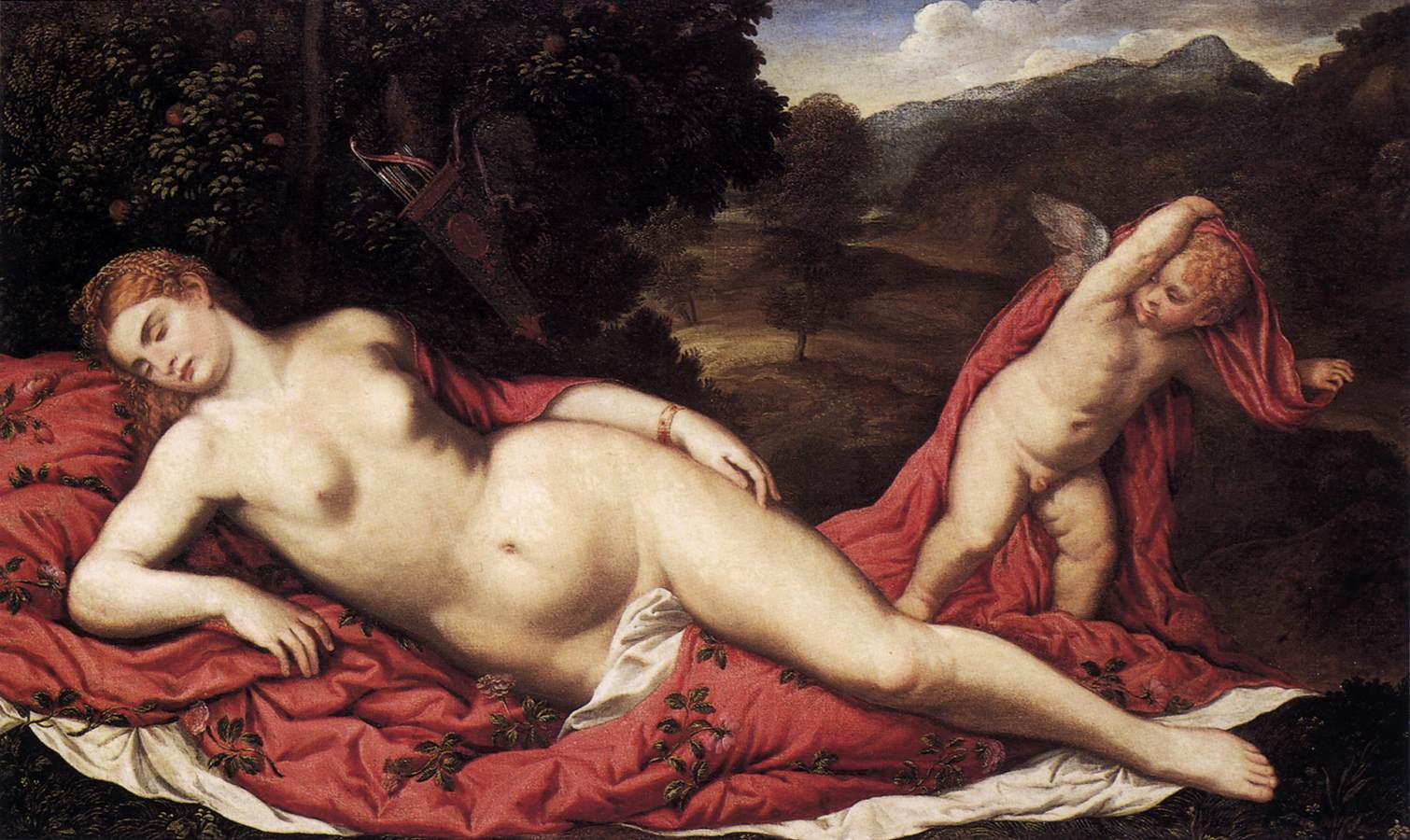
Венера и Купидон
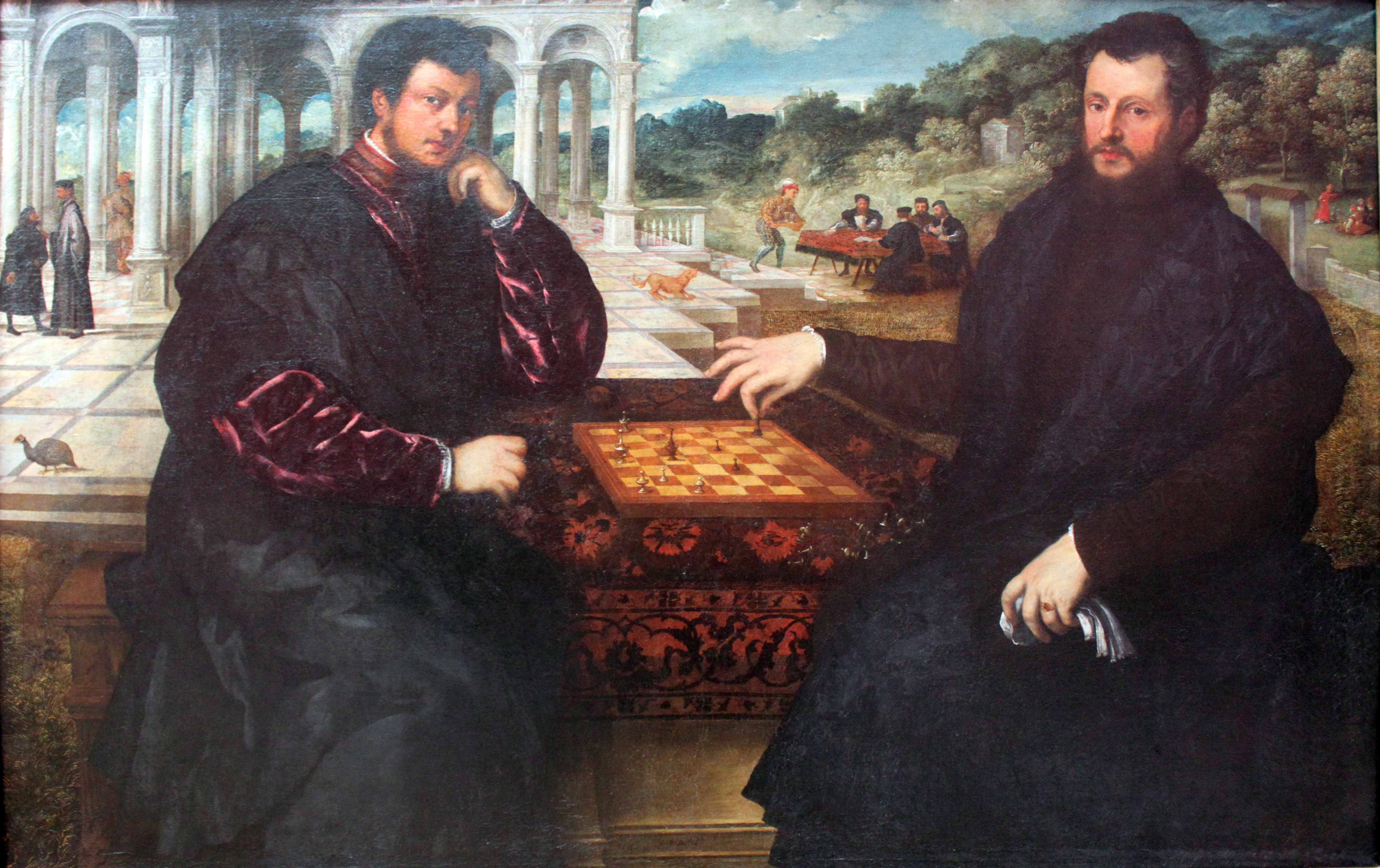
Шахматисты